# Copa Aerosur del Sur 2006
La Copa Aerosur del Sur 2006 es la primera edición del Torneo de Verano de Fútbol Boliviano patrocinado por Aerosur.
En esta primera edición participan de cuatro equipos. En esta edición Universitario de Sucre hacía su debut como equipo "liguero". El torneo comenzó el 11 de enero de 2006 y culminó el 15 de enero del mismo año.
La versión 2006 se realizó bajo la modalidad de Todos contra todos, y todos los partidos se jugaron en la sede elegida como la ciudad de Sucre.
El campeón de la Copa Aerosur del Sur se definió al que más puntos sumó en las 3 fechas a jugarse que terminó coronando como su primer campeón al equipo de San José.
El campeón de la copa tendrá pasajes gratis en Aerosur para viajar a disputar sus partidos durante la temporada 2006 de la Liga de Fútbol Profesional Boliviano, mientras que el subcampeón tendrá un descuento de 70%. El resto de los participantes podrá acceder al 50% de descuento en los pasajes si aceptan llevar el logo de la aerolínea en su uniforme.

## Equipos participantes
| Equipo                 | Departamento |
| ---------------------- | ------------ |
| Universitario de Sucre | Sucre        |
| Unión Central          | Tarija       |
| San José               | Oruro        |
| Real Potosí            | Potosí       |

## Tabla de posiciones
|  | Pos. | Equipos                | PJ | PG | PE | PP | GF | GC | Dif. | Pts. |
|  | ---- | ---------------------- | -- | -- | -- | -- | -- | -- | ---- | ---- |
|  | 1.   | San José (C)           | 3  | 2  | 1  | 0  | 6  | 4  | 2    | 7    |
|  | 2.   | Universitario de Sucre | 3  | 1  | 1  | 1  | 7  | 4  | 3    | 4    |
|  | 3.   | Real Potosí            | 3  | 1  | 1  | 1  | 4  | 4  | 0    | 4    |
|  | 4.   | Unión Central          | 3  | 0  | 1  | 2  | 2  | 7  | -5   | 1    |

FECHA 1
| 11 de enero de 2006 18:30 | Real Potosí | 0:0 | Unión Central | Estadio Olímpico Patria, Sucre             |  |
|                           |             |     |               | Asistencia: ¿? espectadores Árbitro(s): ¿? |  |

| 11 de enero de 2006 20:30 | Universitario de Sucre    | 1:1' | San José        | Estadio Olímpico Patria, Sucre             |                                            |
|                           | Ezequiel Rodríguez 62' PT |      | 28' PT Gary Paz | Asistencia: ¿? espectadores Árbitro(s): ¿? | Asistencia: ¿? espectadores Árbitro(s): ¿? |

FECHA 2
| 13 de enero de 2006 18:30 | Universitario de Sucre                                                      | 5:1 | Unión Central        | Estadio Olímpico Patria, Sucre             |                                            |
|                           | Jorge Perrota 23' PT Antonio Palacios 76' y 84' ST Abdon Reyes 78' y 90' ST |     | 45' PT Isidro Candia | Asistencia: ¿? espectadores Árbitro(s): ¿? | Asistencia: ¿? espectadores Árbitro(s): ¿? |

| 13 de enero de 2006 20:30 | Real Potosí                            | 2:3' | San José                                                                  | Estadio Olímpico Patria, Sucre             |                                            |
|                           | Edú Monteiro 8' PT Alfredo Jara 49' ST |      | 13' PT Fernando Batiste 69' ST Alejandro Bejarano 83' PT Mauricio Pinilla | Asistencia: ¿? espectadores Árbitro(s): ¿? | Asistencia: ¿? espectadores Árbitro(s): ¿? |

FECHA 3
| 15 de enero de 2006 14:00 | San José                               | 2:1 | Unión Central       | Estadio Olímpico Patria, Sucre             |                                            |
|                           | Gary Paz 45' PT Diego Mosorongo 68' ST |     | 6' PT Ricardo Rojas | Asistencia: ¿? espectadores Árbitro(s): ¿? | Asistencia: ¿? espectadores Árbitro(s): ¿? |

| 15 de enero de 2006 16:00 | Universitario de Sucre | 1:2 | Real Potosí                              | Estadio Olímpico Patria, Sucre             |                                            |
|                           | Abdon Reyes 52' ST     |     | 77' ST Edú Monteiro 90' ST Miguel Loaiza | Asistencia: ¿? espectadores Árbitro(s): ¿? | Asistencia: ¿? espectadores Árbitro(s): ¿? |

|                            |
| Campeón San José 1º título |